# Senna cumingii
Senna cumingii är en ärtväxt som beskrevs av William Jackson Hooker och George Arnott Walker Arnott, och fick sitt nu gällande namn av Howard Samuel Irwin och Rupert Charles Barneby. Arten ingår i släktet sennor och familjen ärtväxter. Den är endemisk för Chile.

## Varieteter
Arten förekommer i fyra varieteter:
- Senna cumingii var. alcaparra (Phil.) H.S.Irwin & Barneby
- Senna cumingii var. coquimbensis (Vogel) H.S.Irwin & Barneby
- Senna cumingii var. cumingii
- Senna cumingii var. eremobia (Phil.) H.S.Irwin & Barneby